# Lignoides
Na Bioquímica, lignoides são macromoléculas cujo esqueleto é formado exclusivamente pelo grupo fenil-propânico, ou deste somando-se a outros grupos.
Depositam-se nas paredes das células vegetais e lhes fornecem rigidez. São, assim, de 15 a 35% da matéria seca dos troncos das gimnospermas e angiospermas arborescentes.
Estão divididas em lignanas e ligninas.

## Lignanas
Dímeros ou trímeros de unidades C6 - C3 de acoplamento oxidativo de fenóis. Podem ser originadas de tirosina ou DOPA, onde 2 radicais livres se encontram para formar um ligação beta-beta.
Estas dividem-se em neolignanas e enterolignanas:
- Neolignanas: lignanas que não possuem funções oxigenadas no carbono gama.
- Enterolignanas: moléculas de fácil metabolização. Possuem função oxigenada no carbono gama.

## Ligninas
São polímeros de lignanas que formam uma estrutura rígida. São macromoléculas que se depositam nas paredes das células vegetais, conferindo rigidez.